# Pierre-François-Léonard Fontaine

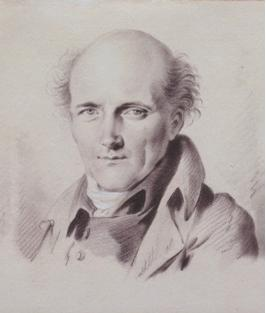
Pierre François Léonard Fontaine

Pierre François Léonard Fontaine (Pontoise, 20 de Setembro de 1762 — Paris, 10 de Outubro de 1853) foi um arquitecto e desenhador de interiores francês do Estilo império.
Pierre foi colega do arquitecto Charles Percier.

## Obras arquitectónicas

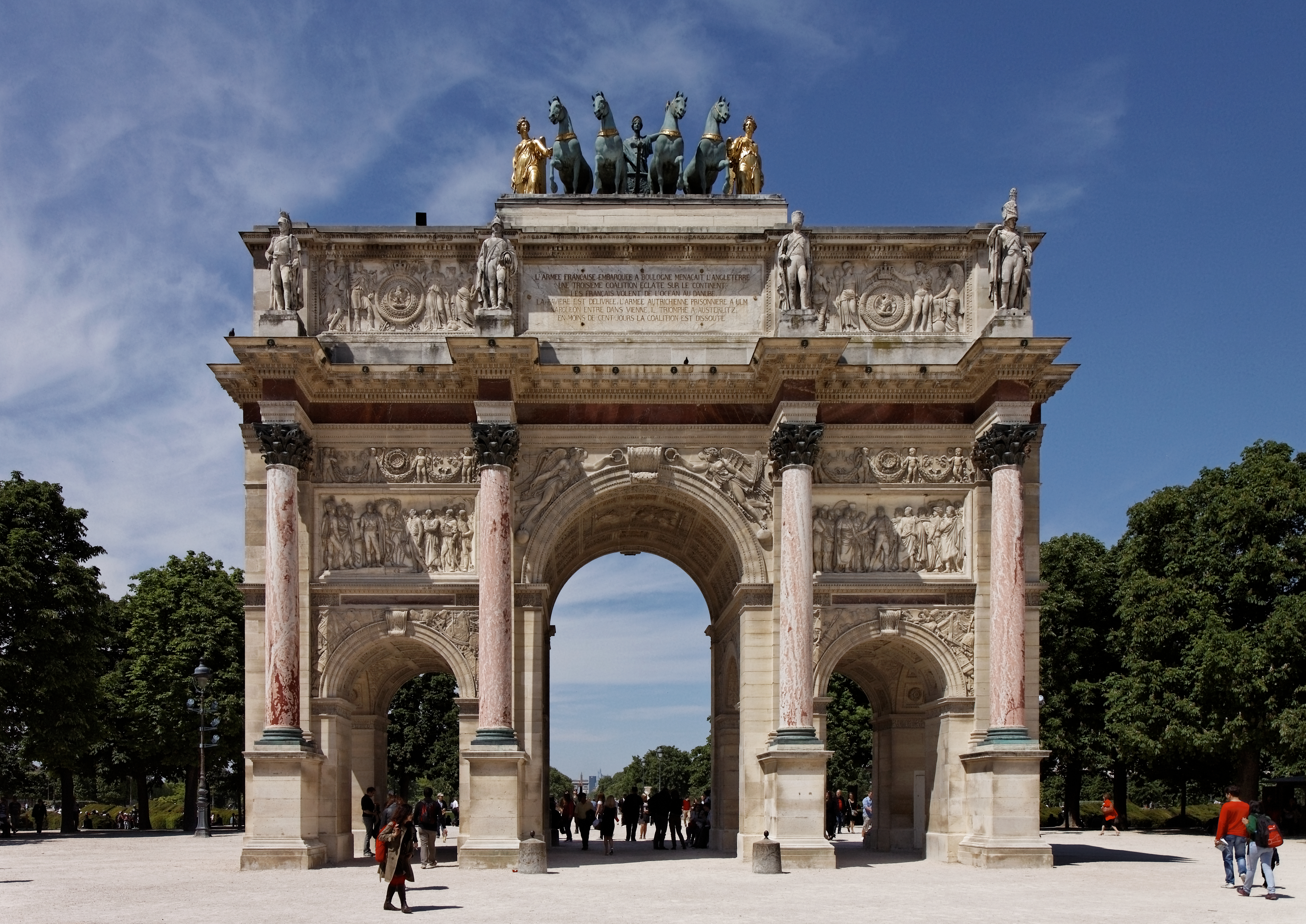
Arc de Triomphe du Carrousel

- Arc de Triomphe du Carrousel em Paris.
- Renovação do Palais Bourbon por encomenda do "Conselho dos Quinhentos".
- Renovação do Palais Royal por encomenda do Duque de Orleães.

## Obra literária
- Recueil des décorations interieures (em conjunto com Charles Percier)